# Carabinero (grado policial)
Carabinero o carabinero de Orden y Seguridad es un grado en la escala jerárquica del personal de Carabineros de Chile, la policía uniformada de dicho país. Corresponde al primer grado policial del escalafón institucional, por debajo del de cabo segundo.
De acuerdo con la normativa interna de la institución, una vez finalizado el período de formación académica, de dos semestres, el alumno poseerá el grado de carabinero de Orden y Seguridad grado 17. Para poder ascender al grado jerárquico inmediatamente superior, debe permanecer en dicho grado por al menos tres años. El sueldo del personal con grado de carabinero es cercano a los ochocientos dólares.

## Divisa
| Rango                                     | Clase      |  |
| ----------------------------------------- | ---------- |  |
| Blusa Capote Blusa en Carabinero          |            |  |
| Camisa Casaca Operativa Impermeable Parka |            |  |
| Campaña                                   |            |  |
| Grado                                     | Carabinero |  |
| Abreviatura                               | (Carab)    |  |